# Холмс, Джон (порноактёр)
Джон Кёртис Холмс (англ. John Curtis Holmes, также известен как Джон К. Холмс или Джонни Уодд; 8 августа 1944, Ashville, Огайо — 13 марта 1988, Лос-Анджелес, Калифорния) — американский порноактёр, снявшийся в более чем 500 порнофильмах. Получил известность как обладатель огромного пениса, размеры которого, по разным оценкам, составляли от 25 до 34 сантиметров. Также известен своей причастностью к убийству наркоторговца Рона Лэуниуса и его сообщников. Умер в результате осложнений, вызванных СПИДом.
Жизнь Джона Холмса описана в нескольких книгах. О нём снято два документальных и два художественных фильма («Уондерленд» и «Ночи в стиле буги»). 

## Ранний период
Когда Джону было 8 лет, его мать вышла замуж за Гарольда Боумэна. Вскоре после этого семья переехала из Колумбуса в Патаскалу. Холмс вспоминал, что Боумэн был хорошим отцом до рождения собственного сына, а после этого потерял интерес к неродным детям и стал пренебрегать ими.
Боумэн, пользуясь тем, что Джон был самым младшим из детей, неоднократно избивал его. Поговаривали, что Боумэн был не вполне здоров психически. Избиения продолжались, пока Джону не исполнилось 16 лет. Для своего возраста он был очень высок и весьма крепок и при очередной попытке Боумэна избить его дал ему сдачи. После этого происшествия Джон сбежал из дома, а после нескольких дней уличной жизни возвратился и сообщил матери, что для полного возвращения, ему придётся убить Боумэна. В конечном итоге Джон бросил школу и, заручившись письменным разрешением матери, добился зачисления в армию в возрасте 16 лет. После тренировочного курса в Форт Гордон, штат Джорджия, он три года прослужил связистом в ФРГ.
После увольнения из армии Джон переехал в Лос-Анджелес, где сменил несколько мест работы. Работая водителем скорой помощи, он познакомился с медсестрой Шэрон Гебенини, на которой в 1965 году женился. Вскоре после женитьбы Холмс устроился работать водителем вилочного погрузчика на складе мясных продуктов неподалёку от города Кадахи в округе Лос-Анджелес. На работе Холмсу приходилось регулярно находиться в морозильной камере, а после этого выезжать наружу, где было очень жарко. Такая резкая смена температурного режима вызвала серьёзные проблемы со здоровьем. За 2 года работы у Джона трижды был пневмоторакс правого лёгкого. Проблемы со здоровьем не обошли и его жену Шэрон: за 17 месяцев брака у неё было 3 выкидыша.

## Дальнейшая жизнь и порнокарьера
Порнокарьера Джона Холмса началась предположительно в конце 1960-х годов. Существует много слухов о том, как это произошло в первый раз, но, как правило, в поддержку любого из них не приводится сколько-нибудь приемлемых доказательств. Определить число фильмов, в которых снялся Джон Холмс в начале карьеры, достаточно трудно. Дело в том, что его имя нередко не указывали в титрах. А когда указывали, то под различными псевдонимами. Так, например, в журнале «Swedish Erotica» было 5 фотосеансов с Холмсом, и во всех он значился под различными именами. На заре порнокарьеры Холмс часто именовался, как «Султан порно» (англ. The Sultan of Smut), по аналогии с прозвищем Бейба Рута «Султан удара» (англ. The Sultan of Swat). В 1971 году Холмс начал сниматься в сериале в роли частного детектива Джонни Уодда. Режиссёром и сценаристом большинства серий был Боб Чинн. После успеха первого фильма спрос на фильмы с Джонни Уоддом возрос и потребовалось снимать продолжение. Что Чинн и сделал, сняв в том же году «Плоть лотоса» (англ. Flesh of the Lotus).
После успеха фильмов «Глубокая глотка» (1972), «За зелёной дверью» (1972) и «Дьявол в мисс Джонс» (1973), общество стало более снисходительно относиться к порнографии, хотя законность её по-прежнему горячо оспаривалась. В это время Холмс был арестован за сводничество. Он попытался выйти под залог, но у его жены не нашлось необходимой суммы. Не желая находиться в тюрьме, Холмс согласился стать информатором.
Востребованность Холмса росла, и к 1978 году он зарабатывал 3 000 долларов за один съемочный день. Джон Холмс не имел атлетичного тела Питера Норта, юношеской смазливости Тома Байрона или образования Рона Джереми. Однако в то время ничего такого особо и не требовалось, равно как и каких-либо актёрских способностей. Чтобы стать звездой порно, Холмсу хватило трудолюбия и, конечно, врожденной анатомической особенности. Джон Холмс умеренно курил табак и иногда марихуану, очень умеренно употреблял алкоголь до того, как начал свою порнокарьеру. Однако с вовлечением в порнобизнес всё изменилось в худшую сторону. По словам его менеджера и друга Билла Эмерсона, он выкуривал до 5 пачек сигарет в день и выпивал около литра виски ежедневно. В процессе съёмок Холмс стал употреблять кокаин, поначалу лишь для поддержания эрекции, а потом — постоянно. К концу 1970-х его пристрастие к кокаину стало серьёзной проблемой, в том числе и в профессиональном плане. Он начал терять способность поддерживать эрекцию и это было заметно в фильмах.
Несмотря на обилие секса на съёмках, Джон Холмс продолжал состоять в браке с Шерон Гебенини, а также имел ряд сожительниц. Наиболее близкими были его коллега по бизнесу Джулия Сент Винсент и Дон Шиллер. С последней он познакомился, когда той не было ещё и 16 лет. Она жила с ним на протяжении нескольких лет и впоследствии опубликовала воспоминания о Джоне Холмсе и своей жизни с ним. Потеряв возможность сниматься в порно, Холмс стал зарабатывать на жизнь, продавая наркотики, занимался проституцией сам (как с женщинами, так и с мужчинами) и принуждал к этому Дон Шиллер. Кроме того, он участвовал в мошенничестве с кредитными картами и промышлял мелкими кражами. В конечном итоге всё это привело Джона к крупным неприятностям.

## Убийство на авеню Уандерленд
Джон Холмс был довольно близко знаком с Эдди Нэшем, владельцем нескольких ночных клубов и торговцем наркотиками. Нэш любил представлять Холмса своим гостям. Несмотря на то, что Холмс уже почти не снимался, он всё ещё был популярен . В это же время Холмс сотрудничал с бандой с авеню Уандерлэнд. Члены банды торговали кокаином, многие из них сами были наркозависимыми. Джон Холмс брал у членов банды кокаин для себя и на продажу. Со временем он сильно задолжал Рону Лониусу, главарю банды. Лониус имел репутацию не только торговца наркотиками, но и жестокого убийцы. Опасаясь за свою жизнь и желая заработать, Холмс навёл членов банды на квартиру Нэша и помог им проникнуть внутрь. Бандиты, угрожая убийством, вынудили Нэша открыть сейф. Добыча оказалась значительной. По официальным данным, в сейфе хранилось более 100 000 долларов наличными, а также ювелирные изделия на сумму 150 000 долларов; по слухам, там также находились 8 фунтов кокаина, килограмм героина и около 5000 таблеток квайлюда.
Два дня спустя Рон Лониус и 3 члена банды были обнаружены убитыми в доме по адресу 8763 Wonderland Avenue. По имеющейся информации, Нэш быстро понял, что Холмс так или иначе причастен к ограблению и вынудил его сознаться. Дальнейшие действия Нэша так и остались официально неизвестными, ибо он, в конечном итоге, был оправдан. Впрочем, практически сразу же после подачи заявления полиция произвела в доме Нэша обыск и обнаружила второй тайник с наркотиками, до которого налётчики не добрались. Нэш был арестован и отправился в тюрьму за хранение наркотических веществ. Холмс же вскоре был допрошен по делу об убийстве и был временно отпущен за недостатком улик. Оказавшись на свободе, он, прихватив с собой Дон Шиллер, ударился в бега. Через несколько месяцев Шиллер сбежала от Холмса, а 4 декабря 1981 года он был арестован во Флориде. В марте 1982 года он был обвинён в совершении 4 убийств. Однако 26 июня Джон Холмс был оправдан по всем пунктам обвинения, кроме одного. Его признали виновным по статье «Неуважение к суду» и приговорили к нескольким месяцам тюремного заключения.

## Попытка возвращения в порнобизнес, болезнь и смерть
Слышали о последней просьбе Джона Холмса? Он хотел, чтобы его жена — ну, та самая королева анального секса Мисти Дон, — чтобы она обязательно присутствовала на его кремации и за всем следила. Больше всего на свете Холмс боялся того, что кто-нибудь отрежет его х** и заспиртует в банке.
В ноябре 1982 года Холмс освободился из тюрьмы и сразу же попытался вернуться в порнобизнес. Однако после освобождения он снова стал принимать кокаин, так что вернулись и старые проблемы, а равно и нехватка денег. К середине 1980-х порноиндустрия начала переход с киноплёнки на видео. В порноиндустрии появилось множество новых актёров мужчин, с которыми Джону приходилось конкурировать. Холмс в то время отчаянно нуждался в деньгах и готов был сниматься где угодно. В 1983 году ему пришлось сняться в порнофильме для гомосексуалов «The Private Pleasures of John C. Holmes». Многие исследователи считают, что фильмов такой тематики было несколько и именно на их съёмках Джон заразился ВИЧ. Доподлинно известно лишь, что 4 актёра из этого фильма через несколько лет скончались от СПИДа. В этом же году Джон Холмс официально развёлся со своей первой женой Шэрон Гебенини и познакомился с Лори Роуз.
В это нелёгкое для Холмса время ему помог с работой его старый приятель Билл Эмерсон. До того они совместно владели компанией «Penquin Productions», а в 1984 году оба устроились в компанию VCX, где Холмс подрабатывал в качестве режиссёра. В 1985 году Эмерсон решил ввести для всех участников съёмок обязательное тестирование на ВИЧ. Он и Холмс прошли тестирование сами и были признаны здоровыми. Однако спустя шесть месяцев, при повторном тестировании, Джон Холмс был признан ВИЧ-инфицированным. Летом 1986 года компания «Paradise Visuals» предложила Холмсу приличную сумму за участие в съёмках порнофильмов в Италии. Представители компании знали о том, что Холмс является ВИЧ-инфицированным, но проигнорировали этот факт. Одним из этих фильмов является «The Rise and Fall of the Roman Empress» (оригинальное название — (итал. Carne bollente)), «Жаркая плоть». В этом фильме с Холмсом снялась Чиччолина, ставшая впоследствии депутатом итальянского парламента.
Здоровье Джона ухудшалось, но он продолжал сниматься и старался скрыть свою болезнь. В 1987 году он снялся в фильме «The Devil in Mr. Holmes». А в июне того же года Билл Эмерсон сделал официальное заявление, что это последний фильм Холмса, и в настоящее время актёр находится в больнице, перенеся онкологическую операцию. 23 января 1987 года Джон Холмс женился на Лори Роуз, предварительно признавшись ей, что у него СПИД. Последние 5 месяцев жизни Джон провёл в больнице в Лос-Анджелесе. 13 марта 1988 года он скончался в возрасте 43 лет из-за многочисленных осложнений, связанных со СПИДом. Тело было кремировано, а его вдова Лори и мать развеяли прах над океаном в районе Окснарда, штат Калифорния.

## В массовой культуре
Жизнь Джона Холмса описана в нескольких книгах, в большой статье, опубликованной в журнале «Rolling Stone». Кроме того, о нём снято два документальных и два художественных фильма. Одним из них является «Уондерленд», где Джона Холмса сыграл Вэл Килмер. А второй, «Ночи в стиле буги», основан на биографии Холмса. Главного героя в нём сыграл Марк Уолберг. О Джоне Холмсе, как обладателе феноменального мужского достоинства, упоминают киногерои: Mr. Brown, персонаж из фильма Бешеные псы и Джонатан С. Фоер в диалоге с Алексом (фильм «И всё осветилось»).

## Избранная фильмография
| - Sex and the Single Vampire (1970) - Johnny Wadd (1971) - Flesh of the Lotus (1971) - Blonde in Black Lace (1972) - Tropic of Passion (1973) - Rings of Passion (1973) - The Touch (1973) - Teenage Cowgirls (1973) - The Danish Connection (1974) - Oriental Sex Kitten (1975) - Tell Them Johnny Wadd Is Here (1976) - Liquid Lips (1976) - Dear Pam (1976) - The Return Of Dick Doorstop (1976) - Fantasm ('Fruit Salad' segment) (1976) - The Autobiography of a Flea (1976) - Tapestry of Passion (1976) - Hard Soap, Hard Soap (1977) - Eruption (1977) - The Jade Pussycat (1977) - Pizza Girls (1978) - The China Cat (1978) - Blonde Fire (1978) - The Erotic Adventures of Candy (1978) - The Senator’s Daughter (1979) | - Dracula Sucks aka Lust at First Bite (1979) - Superstar John Holmes (1979) - Taxi Girls (1979) - California Gigolo (1979) - Sweet Captive (1979) - Ненасытная (1980) - Prisoner of Paradise (1980) - Aunt Peg (1980) - Up 'n Coming (1983) - Nasty Nurses (1983) - Heat of the Moment (1983) - The Private Pleasures of John C. Holmes (1983) - Girls on Fire (1984) - Looking for Mr. Goodsex (1985) - The Grafenberg Spot (1985) - Marina Vice (1985) - Rubdown (1985) - The Erotic Adventures of Dickman and Throbbin (1986) - Rockey X (1986) - The Return of Johnny Wadd (1986) - Saturday Night Beaver (1986) - The Rise of the Roman Empress (1986) - The Devil in Mr. Holmes (1986) - Angels and Semen (1986) - Big Daddy Bryant |